# Copidosoma javensis
Copidosoma javensis är en stekelart som först beskrevs av Girault 1919.  Copidosoma javensis ingår i släktet Copidosoma och familjen sköldlussteklar. Inga underarter finns listade i Catalogue of Life.